# 레베카 홉킨스
레베카 홉킨스(Rebecca Hawkins, レベッカ・ホプキンス)는 유희왕 듀얼몬스터즈의 등장인물로, 작 중 몇 안되는 여성 듀얼리스트다.

## 소개
성우 - 타가미 시오리 / 서지연 (중후반)
홉킨스 교수의 말괄량이 손녀로, 전미 챔피언의 명성에 걸맞게 듀얼 전술이 뛰어난 인물이다. 초반에는 사정을 오해하면서 적개심을 품었으나 유우기가 보여준 진심을 보고서 무토우 유우기를 좋아하게 되었다. KC 그랑프리에도 출전하기도 했다.